# Мушмула звичайна

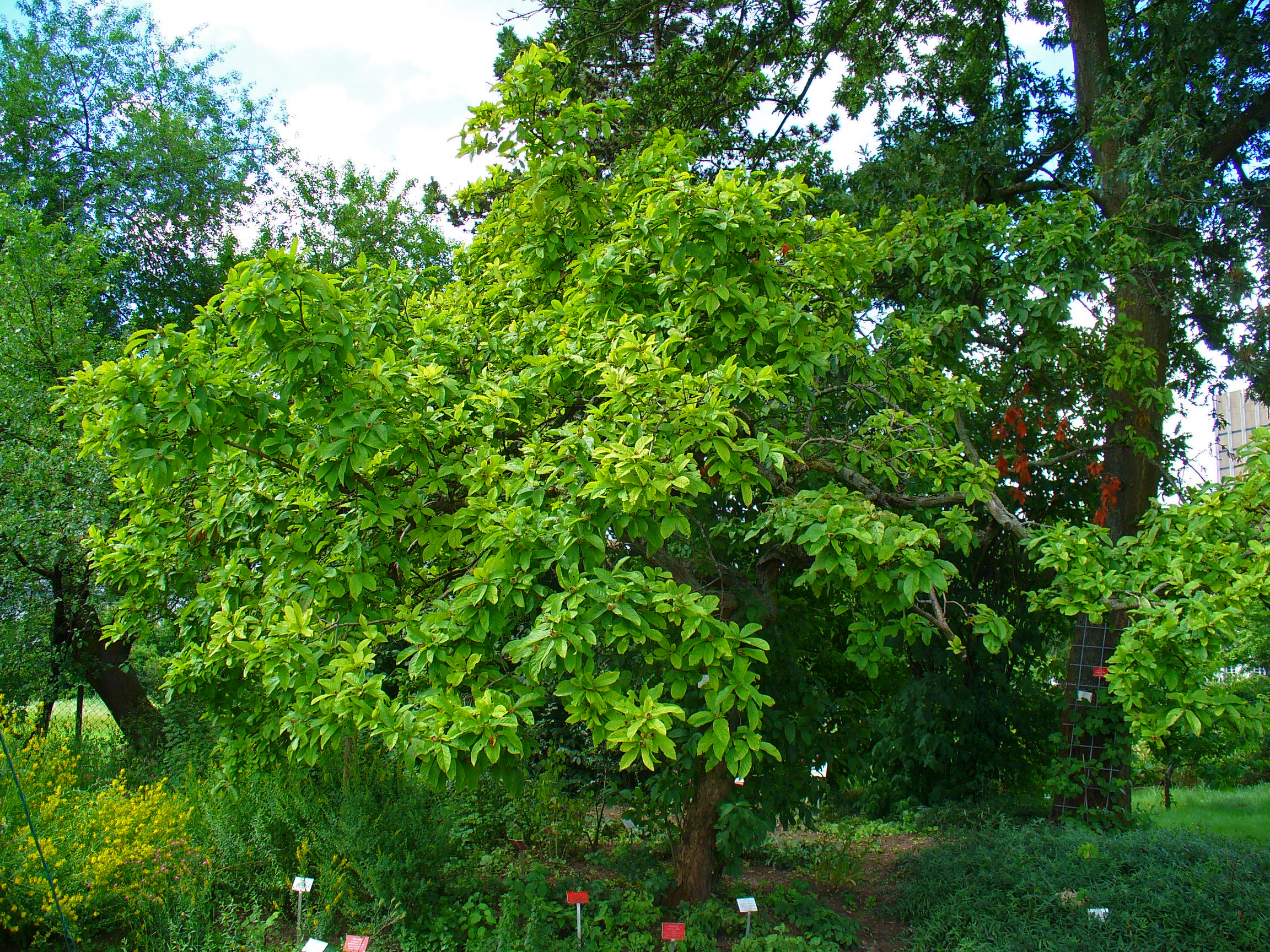
Мушмула звичайна

Мушмула звичайна або Чишкун (Mespilus germanica L.) — дерево або кущ з родини трояндових, 3—4 м заввишки. Дико росте в південному Криму, там таки мушмулу звичайну вирощують по садах. Плоди її споживають свіжими й солять, з них виготовляють пастилу й вино.

## Поширення
Свою назву мушмула германська отримала незаслужено, адже це дерево походить з Південно-Західної Азії й Південно-Східної Європи та було завезено до Німеччини римлянами. Згодом епітет «германська» став видовою назвою рослини. Але ліпше віддавати перевагу українській назві - Чишкун, або ж Чишкун звичайний. Це уникне зайву плутанину з Мушмулою японською, які зовсім різні. Мушмулі германській необхідне тепле літо і м'яка зима. Мушмула в дикому виді росте також на південному березі Криму, в Грузії, Вірменії та Азербайджані. Поодинокі рослини зустрічаються в садозахисних насадженнях центральних районів України (наприклад, в місті Умань, куди рослину було завезено в радянські часи як слаборослу підщепу для груші). Вона надає перевагу сонячним сухим місцям та слабокислому ґрунту. В Алжирі дуже часто зустрічається в садах будинків колоніальних часів у передмістях великих міст.

## Ботанічний опис

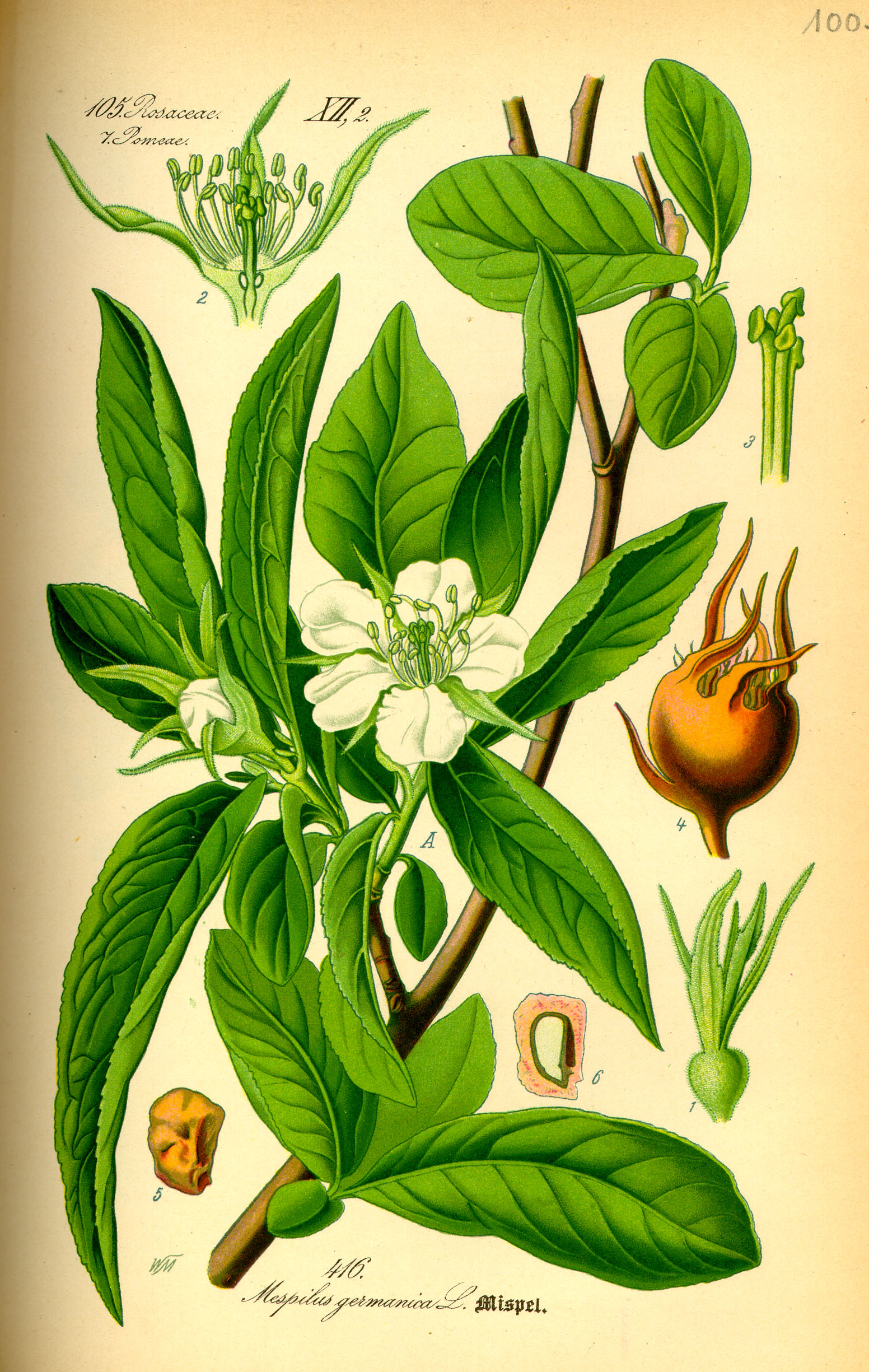

Мушмула германська — плодове дерево, що за ідеальних умов виростає до 8 м, але частіше це дерево 2-5 метрів заввишки. Листя дерева темно-зелені еліптичні, 8-15 см завдовжки й 3-4 см шириною, але восени, перед падінням, вони змінюють забарвлення на червоний. П'ятилисткові білі квіти з'являються пізньою весною.
Плід червонувато-коричневого кольору, діаметром 2-3 см, з розгорнутими постійними чашолистками, що надають йому порожнистого вигляду. Плоди мушмули німецької тверді та кислі. Вони придатні до вживання в їжу лише після підзаморозки або тривалого зберігання (у тому випадку якщо плоди знімаються з дерева до настання заморозків). При цьому вони стають солодкими та м'якими, але набувають зморшкуватої структури та зменшуються в об'ємі.

## Галерея

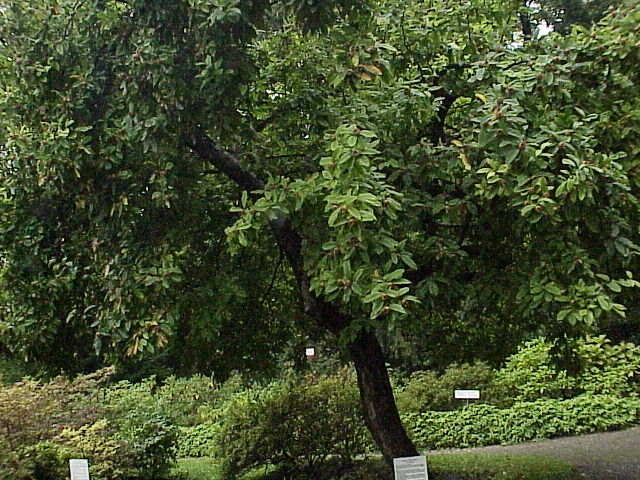
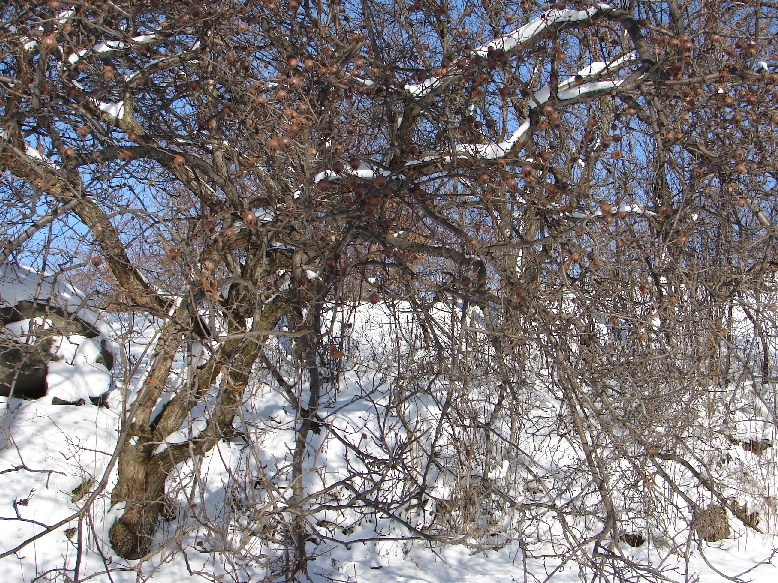
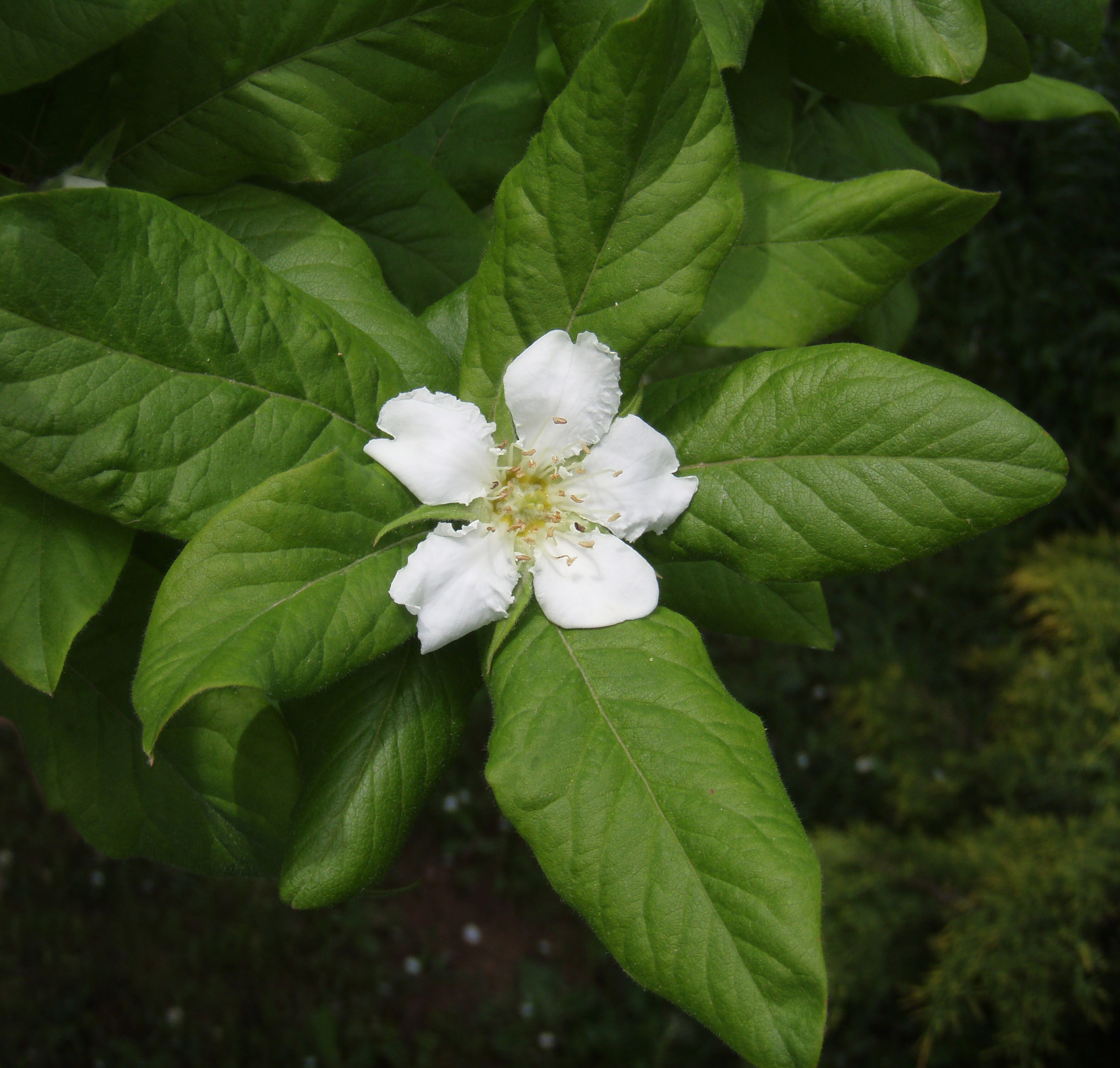
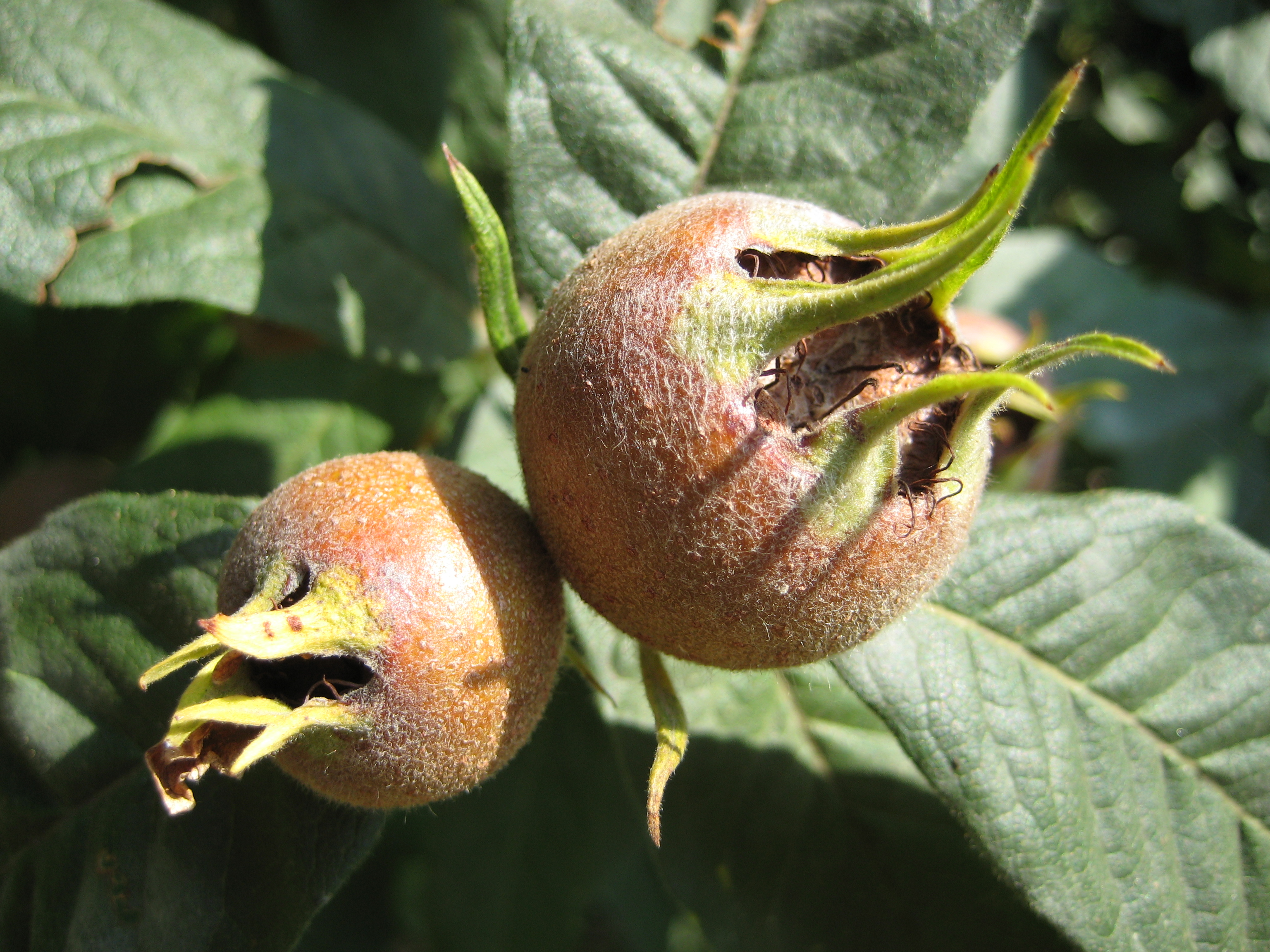

## Культивування
Мушмула германська культивується вже 3000 років в прикаспійських областях Азербайджану. Вона стала вирощуватись древніми греками близько 700 р. до н. е. й древніми римлянами близько 200 р. до н. е. В давньоримську та середньовічну епохи ця рослина була найважливішою плодовою культурою. Однак у 17—18 ст. інтерес до неї поступово згасав, і вона замінялась іншими культурами, а в теперішній час культивується доволі рідко.